# Bauerago
Genre
Bauerago est un genre de champignons basidiomycètes de la famille des Microbotryaceae.

## Liste d'espèces
Selon BioLib (31 mai 2024) :
- Bauerago abstrusa (Malençon) Vánky
- Bauerago capensis (Reess) Vánky
- Bauerago combensis (Vánky) Denchev
- Bauerago commelinae (Kom.) Denchev
- Bauerago cyperi-lucidi (J. Walker) Vánky
- Bauerago gardneri (McKenzie & Vánky) Vánky
- Bauerago vuyckii (Oudem. & Beij.) Vánky